# Coccoloba belizensis
Coccoloba belizensis är en slideväxtart som beskrevs av Paul Carpenter Standley. Coccoloba belizensis ingår i släktet Coccoloba och familjen slideväxter. Inga underarter finns listade i Catalogue of Life.